# 下諏訪郵便局
下諏訪郵便局（しもすわゆうびんきょく）は長野県諏訪郡下諏訪町にある郵便局。民営化前の分類では集配普通郵便局であった。

## 概要
住所：〒393-8799 長野県諏訪郡下諏訪町栄町5237-1

## 沿革
- 1872年8月4日（明治5年7月1日） - 下諏訪郵便取扱所として開設[1]。
- 1875年（明治8年）1月1日 - 下諏訪郵便局（五等）となる。
- 1885年（明治18年）5月25日 - 貯金取扱を開始。
- 1890年（明治23年）11月1日 - 為替取扱を開始。
- 1893年（明治26年）2月1日 - 下諏訪郵便電信局となる。
- 1903年（明治36年）4月1日 - 通信官署官制の施行に伴い下諏訪郵便局となる。
- 1956年（昭和31年）11月1日 - 電話通話および和文電報受付事務の取扱を開始[2]。
- 1982年（昭和57年）11月22日 - 下諏訪町字広瀬町から、同町字栄町に局舎を新築、移転。
- 1982年（昭和57年）12月1日 - 星が丘簡易郵便局の廃止に伴い、取扱事務を承継。
- 1999年（平成11年） - 外国通貨の両替および旅行小切手の売買に関する業務取扱を開始。
- 2007年（平成19年）10月1日 - 民営化に伴い、併設された郵便事業下諏訪支店に一部業務を移管。
- 2012年（平成24年）10月1日 - 日本郵便株式会社発足に伴い、郵便事業下諏訪支店を下諏訪郵便局に統合。

## 取扱内容
- 郵便、印紙、ゆうパック、内容証明
- 貯金、為替、振替、振込、国際送金、国債、投資信託
- 生命保険、バイク自賠責保険、自動車保険
- ゆうちょ銀行ATM
- 「393-00xx」区域（諏訪郡下諏訪町の全域）の集配業務
- ゆうゆう窓口

## 周辺
- 下諏訪町役場
- 下諏訪町立図書館
- 下諏訪体育館
- ニデックインスツルメンツ本社・下諏訪事業所
- 国道20号
- 砥川

## アクセス
- JR中央本線 下諏訪駅から西へ約300m（徒歩約4分）
- 下諏訪町循環バス（あざみ号） 下諏訪郵便局東停留所、もしくはスワンバス 春宮大門南停留所下車
- 長野自動車道 岡谷ICから南東へ約4.5km
- 駐車場あり：16台